# Lliga Regionalista

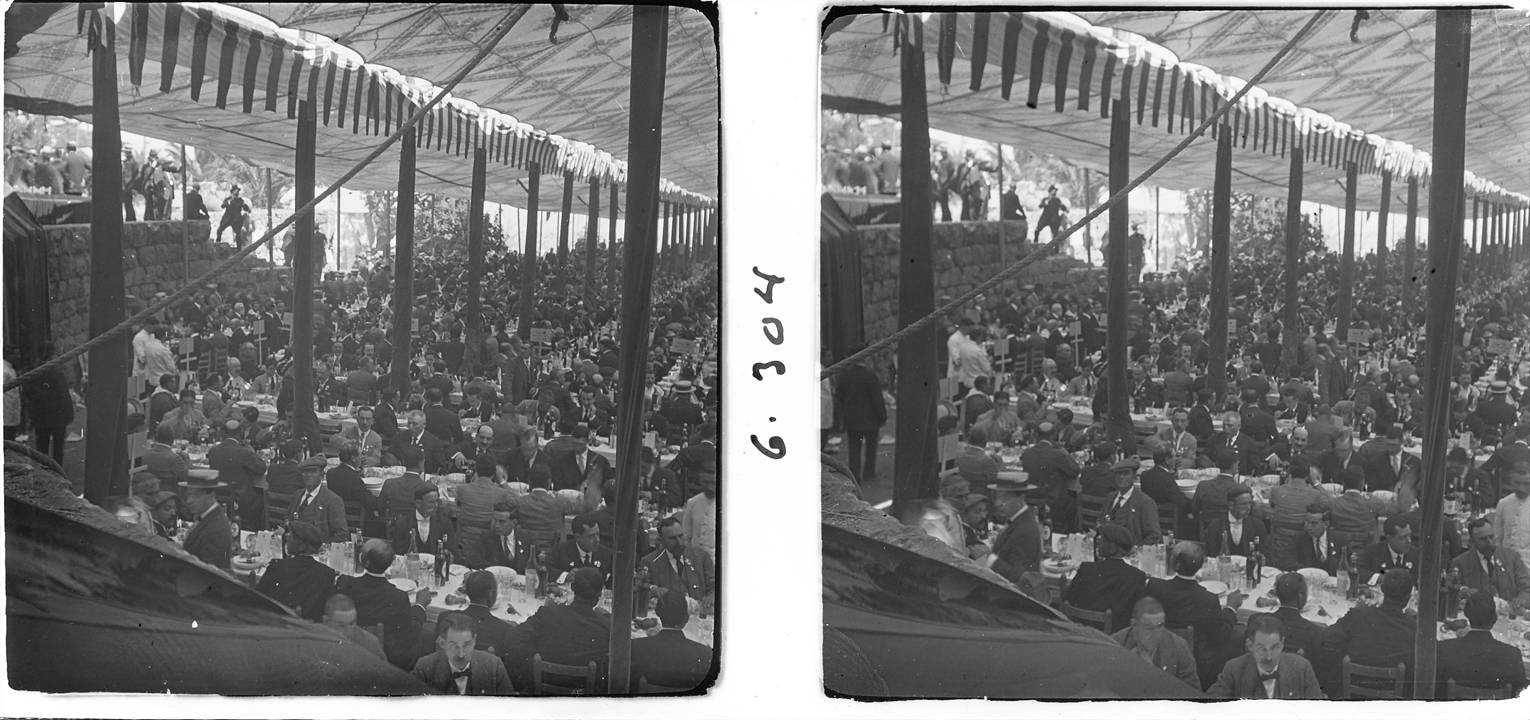
Dîner organisé par la Lliga Regionalista en 1916.

La Lliga Regionalista (Ligue régionaliste) est un parti politique de Catalogne fondé en 1901 d’idéologie catalaniste, conservatrice et démocrate chrétienne.
Il fut le parti hégémonique du catalanisme jusqu'à l'avènement de la Seconde République en 1931, où il se trouva éclipsé par le succès des nationalistes d’Esquerra Republicana de Catalunya.
Dans ses rangs militèrent des hommes politiques d'envergure comme Joan Ventosa i Calvell, Enric Prat de la Riba, Francesc Cambó ou Ramon d'Abadal i Calderó.

## Histoire
Après la défaite espagnole dans la guerre hispano-américaine de 1898, qui entraîna une crise d’identité nationale en Espagne, le régionalisme catalan connut un essor important dont surgit en 1901 la Lliga Regionalista, comme fusion de l’Unió Regionalista en 1898 et du Centre Nacional Català,, dans une période de radicalisation du catalanisme à la suite du « désastre » de 1898, qui signifie d’importantes pertes financières pour la bourgeoisie d’affaire. Il réunissait surtout des membres de la moyenne bourgeoisie et des latifundistes. le Centre Nacional Català réunissait un groupe issu d’une scission de l’Unió Catalanista mené par Enric Prat de la Riba et Cambó, après que ceux-ci reçurent l’opposition de la majorité du parti car ils proposaient la collaboration avec le gouvernement conservateur à prétentions régénérationniste de Francisco Silvela. Cette collaboration permit au secteur catalaniste d’accéder à certains postes influents : Manuel Duran i Bas fut ministre du gouvernement Silvela, et plusieurs personnalités proches du catalanisme furent maires de Barcelone (Bartolomé Robert), de Tarragone (Francesc Ixart) et Reus (Pau Font de Rubinat) ; d’autres encore occupèrent des charges ecclésiastiques de premier plan, comme José Morgades, qui fut archevêque de Barcelone ou Josep Torras i Bages, qui fut évêque de Vic. La collaboration avec le Parti conservateur fut néanmoins interrompue après le rejet de leurs revendications — concert économique (es) similaire à celui du Pays basque, province unique, réduction de la pression fiscale —, qui reçurent notamment comme réponse le mouvement de protestation nommé Tancament de caixes (en) (« fermeture des caisses », dans lequel les commerces et industries catalanes se mirent d’accord pour fermer temporairement afin de ne plus payer d’impôt tout en ne commettant pas d’illégalité), le départ du gouvernement de Duran i Bas et la démission de Robert de la mairie Barcelone,,.

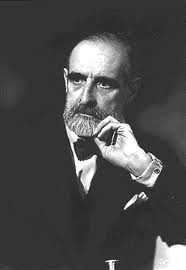
Francesc Cambó.

L'échec du rapprochement avec les conservateurs madrilènes permit à la Lliga de trouver un soutien de plus en plus important auprès des secteurs de la bourgeoisie catalane, dont la confiance dans les partis du turno du régime de la Restauration diminua gravement. Cela se traduisit dans un triomphe du parti aux élections municipales de 1901 à Barcelone, qui marqua la fin du caciquisme et de la fraude électorale dans la ville, et dans l'obtention de 6 sièges de députés au Congrès aux élections générales de la même année grâce à la candidature dite « des quatre présidents » — en référence à Albert Rusiñol (en), ex-président de l’association patronale Foment del Treball Nacional (es), Bartolomé Robert, président de la Société économique des amis du pays (es), Lluís Domènech i Montaner, ancien président de l’Athénée barcelonais et Sebastià Torres (es), président de la Ligue de défense industrielle et commerciale —,. Au cours des années suivantes, la Lliga étendit lentement son influence en dehors de la capitale catalane. Certains membres du parti opposés à sa posture « accidentaliste » sur la question de la forme de gouvernement — c’est-à-dire l’acceptation pragmatique de cette dernière —, menés par Jaime Carner et Lluís Domènech i Montaner l’abandonnèrent en 1904 pour fonder deux ans plus tard le Centre Nacionalista Republicà (« Centre nationaliste républicain »), qui eut pour organe de presse El Poble Català,,. Cette scission marqua la consolidation du parti comme représentant des classes moyennes aisées.
Les idées du parti s’inscrivaient dans la lignée du régénérationnisme espagnol : « il s’agissait […] de transformer l’État espagnol, mais Prat de la Riba pensait qu’avant de s’y atteler les Catalans devaient opérer un retour sur eux-mêmes et affirmer une conscience nationale qui leur donnerait l'élan nécessaire pour promouvoir cette œuvre de régénération de l'Espagne qui passait par le développement des pouvoirs régionaux et l'épanouissement des diverses nationalités de la péninsule ».
Sa principale réussite fut la création de la Mancommunauté de Catalogne le 6 avril 1914,.
Le parti se montra passif, voire de connivence avec le coup d’État de Miguel Primo de Rivera, en septembre 1923, qui mit fin au régime parlementaire de la Restauration et instaura une dictature. Francesc Cambó, authentique représentant de la haute bourgeoisie catalane désigné comme « le théoricien de la dictature espagnole » par le militant marxiste Maurín, justifia le coup d’État par la nécessité de maintenir l’ordre social subverti par le mouvement ouvrier,.
Néanmoins, dès le mois de septembre, le dictateur publia un décret relatif à la « défense de l’unité nationale » condamnant « le sentiment, la propagande et l’action séparatistes ». Après que ses membres adressèrent une protestation au monarque, le parti fut interdit au mois de décembre suivant. L’usage public de la langue catalane et les symboles catalans comme l'hymne et le drapeau furent interdits, puis finalement la Mancommunauté de Catalogne fut définitivement suspendue le 20 mars 1925,.

## Médias

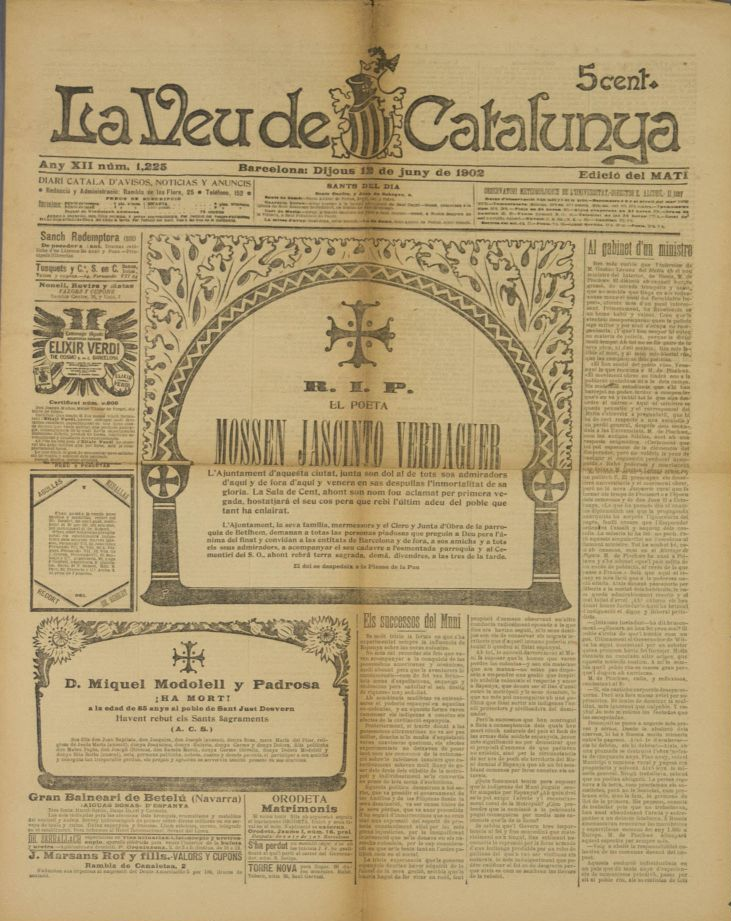
La Veu de Catalunya, une du 12/6/1902.

Le journal La Veu de Catalunya (1899-1936) fut son principal canal d'expression.
Cependant, il disposait d’autres organes de presse, comme la revue satirique ¡Cu-Cut!, qui est surtout passée à la postérité en raison d’incidents survenus en novembre 1905 au cours desquels un groupe d’officiers de la garnison de Barcelone mis à sac et incendia ses locaux.¡Cu-Cut! fut dissout en 1912 car son radicalisme ne servait plus les intérêts du parti, alors en pleine négocation avec le pouvoir central pour l’établissement de la Mancommunauté de provinces.